# 1. Magyar Játékfilmszemle
Az első Magyar Játékfilmszemlét (MJFSZ) 1965. november 10. és 14. között rendezte meg Pécsett és Baranyában a Magyar Filmművészek Szövetsége és a Baranya megyei Tanács VB. művelődési osztálya, a Moziüzemi Vállalat támogatásával. A rendezvény, és egyben a társadalmi zsűri  elnöki tisztére Palkó Sándort, a Baranya megyei tanács vb. elnökét kérték fel, társelnöknek Darvas József írót. A rendezvény nagydíját a Húsz óra, külön fődíját a Nehéz emberek, fődíját pedig megosztva A tizedes meg a többiek és az Így jöttem kapta.

## A filmszemle
A kísérleti jelleggel, egy későbbi rendszeres fesztivállá válás reményében indított rendezvény elsődleges célját a szakmai seregszemlén és a magyar filmek népszerűsítésén túl a szakmai és művészi körök, valamint a nagyközönség egymáshoz történő közelítésében, a tömegek ízlésnevelésében és filmkultúrájának emelésében jelölték meg. Ennek érdekében lehetőséget adtak a nézőknek, hogy részt vegyenek a nyertes film kiválasztásában, a vetítéseket követően a közönségtalálkozókat szerveztek, kísérőrendezvényként Bíró Yvette és Zsugán István „Mit kíván a közönség?” címmel nyilvános interjút készítettek filmrendezőkkel, illetve „Vád és védelem” címmel nyilvános vitát tartottak a szemlefilmekről, amelyben felcserélődtek a szerepek, a vádló szerepét a filmrendezők, a védőét a filmkritikusok töltötték be. Elhatározták egy országos filmklub-hálózat létrehozását, melyhez első lépéseként megalakították a Filmklubok Országos Szervezőbizottságát. A szemle idején több „filmrendezvényt” tartottak, így filmszakkönyveket, illetve játékfilmek alapjául szolgáló irodalmi alkotásokat (Húsz óra, Iszony) árusítottak, melyeket a jelenlévő szerzők dedikáltak. A filmek társadalomformáló erejének tudatában a politika is fontosnak tartotta a jelenlétet. A rendezvényre elutazott és a főbb eseményeken, így a társadalmi zsűri alakuló megbeszélésén is részt vett Aczél György, az MSZMP Központi Bizottságának tagja, a művelődésügyi miniszter első helyettese, a megye országgyűlési képviselője.
A szemle fő helyszíne a pécsi Petőfi mozi volt. Emellett a versenyfilmeket további hat baranyai városban mutatták be: Bólyban, Komlón, Sásdon, Siklóson, Szentlőrincen és Szigetvárott, ahol a nézők a vetítések után találkozhattak az alkotókkal és a filmek szereplőivel. Sor került zárt körű vetítésekre is a Kossuth moziban, ahol a szakma képviselői premier előtt tekinthették meg a Jancsó és Rényi éppen elkészült alkotásait, valamint egy válogatást a Balázs Béla Stúdió legfrissebb filmjeiből. Kovács András Nehéz emberek című dokumentumfilmje mellett kísérőfilmként vetítették az alkotás melléktermékeként készült Két arckép című kisfilmet, melyben Schaár Erzsébet szoborportrét készít Psota Irénről, s e munka alatt a filmrendező portrét rajzol mindkét művészről.
A szemle játékfilmjeit – hat, már filmszínházakban bemutatott alkotást, két ősbemutatót, és a zárt körű premier előtti vetítés két filmjét – a Magyar Filmművészek Szövetségének elnöksége választotta ki titkos szavazással, az 1964 őszétől 1965 őszéig elkészült tizennyolc magyar film közül. A versenymezőnybe került alkotások között igyekeztek egyensúlyt teremteni; voltak vígjátékok és drámák, közönség- és szerzői filmek, adaptációk és saját forgatókönyv alapján készültek. A prímet azonban a szerzői film kategória vitte. A kultúrpolitika taktikáját mutatja, hogy két zsűri („társadalmi” és „szakmai”) dolgozott egymás mellett, és a díjak elosztásában erősen érvényesült a megosztó-kiemelő-egyensúlyozó logika.
A szemlét Hintsch Györgynek Németh László azonos című regényéből készített Iszony című drámájával nyitották meg, és Kardos Ferenc Gyerekbetegségek című vígjátékával zárták.
A társadalmi zsűri a nézők szavazatai alapján – figyelemmel a szakmai zsűri véleményére is – választotta ki a legjobbnak tartott filmeket. A filmrendezőkből, operatőrökből és hangmérnökből álló, úgynevezett szakmai zsűri az egyes alkotói kategóriákban (rendezés, forgatókönyvírás, fényképezés, színészet) nyújtott művészi teljesítményt értékelte. Újszerű volt a nézők közvetlen bevonása a legjobb film kiválasztásába. A bemutató előadásokon szavazólapokat osztottak ki. Ezek négy sarka kilyuggatott és letéphető volt, rajtuk: „kitűnő”, „jó”, „közepes”; illetve „rossz” felirattal. Amelyik minősítés a néző szerint leginkább illett a megtekintett filmre, azt tépte le és adta át a szavazatgyűjtőknek az előadás végén. Összesen mintegy négy és félezer szavazócédulát osztottak ki. A zsűri közzé tett listája szerint a közönség rangsorolása a következő volt: Húsz óra, A tizedes meg a többiek, Nehéz emberek, Mit csinált felséged 3-tól 5-ig, Így jöttem, és az Álmodozások kora. A Húsz órára leadott szavazatok 59 %-a „kitűnő”, 34 %-a „jó” osztályzatot tartalmazott. A társadalmi zsűri végül is nem egy fődíjat adott ki, hanem négyet: legfőbb díjként egy nagydíjat, mellette egy külön fődíjat (az egyetlen dokumentumfilmnek), és két fődíjat további két rendkívül népszerű alkotásnak.
A játékfilmszemle főbb díjait a Pécsi Porcelángyár művészei készítették: Martyn Ferenc Munkácsy Mihály-díjas szobrász, festőművész vázát, és tálakat; Nádor Judit és Fürtös György iparművészek pedig mázas pirogránit falképeket.

## Zsűrik

### Társadalmi zsűri
- Palkó Sándor, a Baranya megyei tanács vb. elnöke, zsűrielnök;
- Darvas József író, a Magyar írók Szövetsége elnöke, a zsűri társelnöke;
- Eck Imre, a Pécsi Balett igazgatója;
- Major Máté egyetemi tanár, a Magyar Építőművészek Szövetségének elnöke;
- Makrisz Agamemnon szobrászművész;
- Ortutay Gyula, a Tudományos Ismeretterjesztő Társulat országos elnöke;
- Pataki Mihály, a Mecseki Szénbányászati Tröszt nyugalmazott igazgatója;
- Szabó Mátyás, a bólyi termelőszövetkezet elnöke;
- Thiery Árpád író, a Dunántúli Napló főmunkatársa.

### Szakmai zsűri
- Gertler Viktor filmrendező, a szakmai zsűri elnöke;
- Bokor Péter filmrendező,
- Kollányi Ágoston filmrendező
- Pintér György hangmérnök.
- Ranódy László filmrendező;
- Sára Sándor operatőr;
- Szécsényi Ferenc operatőr;

## Játékfilmek

### Versenyfilmek
- A tizedes meg a többiek, rendező: Keleti Márton
- Álmodozások kora, rendező: Szabó István
- Húsz óra, rendező: Fábri Zoltán
- Így jöttem, rendező: Jancsó Miklós
- Mit csinált felséged 3-tól 5-ig?, rendező: Makk Károly
- Nehéz emberek, rendező: Kovács András

### Versenyen kívüli filmek
- Iszony, rendező: Hintsch György (nyitófilm)
- Gyerekbetegségek, rendező: Kardos Ferenc, Rózsa János (zárófilm)
- Szegénylegények, rendező: Jancsó Miklós (szakmai zártkörü vetítés)
- Tilos a szerelem, rendező: Rényi Tamás (szakmai zártkörü vetítés)
- Válogatás a Balázs Béla Stúdió új filmjeiből (szakmai zártkörü vetítés)

## Díjazottak
| A díj megnevezése               | A díjazott mű / alkotó                      |
| ------------------------------- | ------------------------------------------- |
|                                 |                                             |
| A társadalmi zsűri díjai        |                                             |
| Nagydíj                         | Húsz óra (r.: Fábri Zoltán)                 |
| Külön fődíj                     | Nehéz emberek (r.: Kovács András)           |
| Fődíj                           | A tizedes meg a többiek (r.: Keleti Márton) |
| Fődíj                           | Így jöttem (r.: Jancsó Miklós)              |
|                                 |                                             |
| A szakmai zsűri díjai           |                                             |
| Rendezői díj                    | Fábri Zoltán (Húsz óra)                     |
| Operatőri díj                   | Illés György (Húsz óra)                     |
| Színészi díj                    | Sinkovits Imre (A tizedes meg a többiek)    |
| Különleges díj                  | Kovács András (Nehéz emberek)               |
| Kiemelkedő művészi teljesítmény | Jancsó Miklós (Így jöttem)                  |
| Kiemelkedő művészi teljesítmény | Keleti Márton (A tizedes meg a többiek)     |
| Kiemelkedő művészi teljesítmény | Szabó István (Álmodozások kora)             |

## A filmszemle vendégei
A filmszemle vendégei elsősorban a bemutatott filmek magyar alkotói és színészei, valamint szakírók és filmkritikusok, továbbá a filmgyártás és -forgalmazás szakemberei közül kerültek ki, de a külügyminisztérium harminc külföldi újságírót is küldött Pécsre. A rendezvény iránti fokozott érdeklődést mutatja a vendégek viszonylag magas száma. A programfüzet és a helyszíni tudósítások szerint a következő hírességek fordultak meg a szemlén:
- Apor Noémi
- Guido Aristarco
- Avar István
- Balázs Samu
- Bálint András
- Balogh Mária
- Bánhidi László
- Bárdy György
- Barsy Béla
- Basilides Zoltán
- Básti Lajos
- Benkő Gyula
- Béres Ilona
- Bessenyei Ferenc
- Bíró Yvette
- Bodrogi Gyula
- Bujtor István
- Revaz Cseidze
- Cs. Németh Lajos
- Csűrös Karola
- Dániel Vali
- Daróczy Mária
- Darvas Iván
- Darvas József
- Lia Eliava
- Esztergályos Cecília
- Fábri Zoltán
- Farkas Zoltán
- Fehér Imre
- Fényes Szabolcs
- Gábor Miklós
- Géczy Dorottya
- Gertler Viktor
- Gombos Katalin
- Gózon Gyula
- Görbe János
- Greguss Zoltán
- Gyapay Yvette
- György László
- Halász Judit
- Hegyi Barnabás
- Herskó János
- Hintsch György
- Hubay Miklós
- Illés György
- Inke László
- Jancsó Miklós
- Kállai Ferenc
- Kállay Ilona
- Kardos Ferenc
- Keleti Márton
- Keres Emil
- Kiss Ferenc
- Kollányi Ágoston
- Kolonits Ilona
- Kovács András
- Kovalik Károly
- Krencsey Marianne
- Antonín Jaroslav Liehm
- Major Máté
- Major Tamás
- Makk Károly
- Makrisz Agamemnon
- Mamcserov Frigyes
- Máriássy Félix
- Márkus László
- Mécs Károly
- Mendelényi Vilmos
- Mezey Mária
- Molnár Tibor
- Moór Marianna
- Nagy Attila
- Németh László
- Ortutay Gyula
- Páger Antal
- Pálos György
- Pap Éva
- Pásztor István
- Pécsi Ildikó
- Pécsi Sándor
- Petrovics Emil
- Pintér György
- Psota Irén
- Rajz János
- Ranódy László
- Rényi Tamás
- Révész György
- Rózsa János
- Ruttkay Éva
- Sára Sándor
- Sinkovits Imre
- Somló Tamás
- Szabó Gyula
- Szász Péter
- Szécsényi Ferenc
- Szilágyi Bea
- Szilvássy Annamária
- Szirtes Ádám
- Szokolay Sándor
- Tolnay Klári
- Tordai Teri
- Tordy Géza
- Törőcsik Mari
- Vagyóczky Tibor
- Várkonyi Zoltán
- Vujicsics Tihamér
- Szergo Zakariadze
- Zolnay Zsuzsa

## További információ
- Fehéri Tamás – Sziklay Kornél:  Magyar Filmhíradó 46.: Játékfilmszemle Pécsett. filmhiradokonline.hu. Budapest: Budapest Filmstúdió (1965. november)  (Hozzáférés: 2025. február 18.)